# Unió de la Joventut Monarquista
La Unió de la Joventut Monarquista (UJM) és una organització brasilera fundada el 18 de maig de 2024. La UJM defensa la restauració de la monarquia al Brasil i altres països del món, promovent una ideologia híbrida que combina elements d'esquerra i de dreta.
El seu objectiu principal és la implantació d'una monarquia constitucional parlamentària hereditària, on el cap de l'estat, titulat emperador o emperadriu, és escollit per successió dinàstica, passant de mare a fill o filla. Molts que creuen en el retorn de la monarquia creuen en dues opinions, una és que la monarquia torna amb una nova família reial i l'altra que els Bragança tornen al poder.

## Història
La Unió de la Joventut Monàrquica va sorgir en un context d'insatisfacció creixent amb el sistema republicà i de crisis polítiques recurrents al Brasil. Fundada per un grup de joves activistes i intel·lectuals, la UJM proposa un model de govern que pretén combinar l'estabilitat i la tradició de la monarquia amb els principis democràtics moderns.

## Ideologia
La UJM defensa un sistema de govern en què el cap d'estat és un monarca hereditari, mentre que el govern del dia a dia està dirigit per un primer ministre elegit per un parlament. Aquest parlament seria elegit per votació popular, assegurant que el poder legislatiu i executiu reflecteixi la voluntat del poble, mentre que el monarca exerceix funcions cerimonials i simbòliques, representant la unitat i la continuïtat de la nació. Un tret distintiu de la proposta de la UJM és la successió dinàstica igualitària, on el tron es transmet de mare a fill o filla, sense discriminació de gènere. Aquest model pretén promoure la igualtat de gènere dins de la institució monàrquica, reflectint els valors contemporanis d'igualtat i justícia.
La Unió de Joventuts Monàrquiques es posiciona de manera única integrant elements d'ideologies d'esquerra i dreta. En l'àmbit econòmic, la UJM dona suport a polítiques que promouen tant el desenvolupament econòmic com la justícia social. Defensen una economia de mercat regulada, amb un fort sistema de benestar social per reduir les desigualtats. En l'àmbit social, la UJM s'alinea amb els valors progressistes, donant suport a la igualtat de drets per a tots els ciutadans, independentment del gènere, l'orientació sexual, la raça o la religió. Al mateix temps, preserva els valors tradicionals i nacionals, defensant la cultura i la història brasileres. Segons el model proposat per la UJM, el parlament seria bicameral, format per una cambra baixa, els membres de la qual són elegits directament pel poble, i una cambra alta, que podria incloure representants de diferents sectors de la societat i regions del país. El primer ministre seria escollit pel parlament i s'encarregaria de formar el govern i administrar les polítiques públiques. El paper de l'emperador o emperadriu seria principalment cerimonial, actuant com a símbol de continuïtat i estabilitat. El monarca tindria el poder de sancionar lleis i convocar el parlament, a més de representar el país en actes internacionals i cerimònies oficials.